# Torre Rise
Der Torre Rise ist ein seit 2022 im Bau befindliches Hochhaus in der mexikanischen Millionenstadt Monterrey. Es wird nach seiner Fertigstellung im Jahr 2026 der höchste Wolkenkratzer des Landes, nach dem One World Trade Center der zweithöchste Amerikas und die Nummer 16 in der Welt werden. Der Torre Rise soll auf 34 Geschossen Büroflächen, auf 21 Geschossen Wohnungen, auf 8 Geschossen ein Hotel und auf 5 Geschossen Ladenflächen beherbergen.

## Standort
Das Hochhaus steht an der Avenida Constitución im Stadtteil Obispado am Nordufer des Río Santa Catarina rund 3 Kilometer westlich des Stadtzentrums unmittelbar neben dem Hochhauskomplex Torres Obispado. Der Torre Rise wird mit einer Station der Linie 4 der Monorriel Monterrey an das Schnellbahnnetz der Stadt angebunden sein.

## Geschichte
Im Mai 2022 starteten die Arbeiten auf dem Gelände mit dem Abriss dort stehender Gebäude. Im Dezember 2022 begannen die Aushubarbeiten für das Fundament des Hochhauses. Im März 2023 kam es aufgrund der Nähe zum Río Santa Catarina und der Tiefe der Aushubarbeiten zu Wassereinbrüchen auf dem Gelände, sodass die Arbeiten vorübergehend unterbrochen werden mussten. Bis November 2023 war die Betonierung der Fundamentplatte abgeschlossen.
Im August 2025 begannen die Arbeiten an der Fassade. Die Hochbauarbeiten sollen bis voraussichtlich Mitte 2026, rechtzeitig zur Fußballweltmeisterschaft, abgeschlossen sein.

## Nutzung
Der Torre Rise ist mit gemischter Büro- und Wohnnutzung geplant. Dabei befinden sich die Apartments in der Mitte, sowohl darüber als auch darunter sollen die Bürogeschosse angesiedelt sein. In den obersten drei Geschossen 96 mit 98 sollen zwei Aussichtsebenen und ein Restaurant eröffnet werden, die mit direkten Aufzügen angefahren werden sollen. Ein Hotel der Hilton-Kette wird sich im unteren Bereich des Turmes über acht Geschosse erstrecken, während die ersten fünf Geschosse Einzelhandelsflächen beherbergen sollen. Die fünf Untergeschosse werden als Parkhaus ausgeführt. Auf dem Dach des Einkaufszentrums ist ein Park geplant, der unter anderem Grillplätze, einen Spielplatz und einen Hundepark umfassen soll. Auf dieser Ebene wird sich auch die Lobby des Hochhauses befinden.
Im Haus sind ein Fitnesscenter, ein Wannenbad und Coworking-Flächen vorgesehen.